# Адріатична кампанія (Друга світова війна)
Адріатична кампанія — військово-морська кампанія Другої світової війни, що відбувалася між грецьким, югославським та італійським флотами, Крігсмаріне та середземноморськими ескадрами Великої Британії, Франції та югославськими партизанськими військово-морськими силами. Вважається складовою частиною війни на Середземному морі у Другій світовій війні, водночас, з огляду на специфіку далматинського узбережжя, тут відбувалися події, які значною мірою впливали на перебіг війни на Середземноморському театрі війни.

## Історія

### Передумови

#### Італійське вторгнення в Албанію
7 квітня 1939 року війська Муссоліні окупували Албанію, скинули короля Зогу і приєднали країну до Італійської імперії. Військово-морські операції в Адріатиці здійснювалися переважно у формі логістичних перевезень через порти Таранто, а також у бомбардуванні узбережжя на підтримку висадки десанту на албанському узбережжі. Італійські військово-морські сили, що брали участь у вторгненні в Албанію, включали лінкори «Джуліо Чезаре» і «Конте ді Кавур», три важкі крейсери, три легкі крейсери, дев'ять есмінців, чотирнадцять міноносців, один мінний тральщик, десять допоміжних кораблів і дев'ять транспортних суден. Кораблі були розділені на чотири оперативні групи, які здійснювали та забезпечували підтримку висадці десанту у Вльорі, Дурресі, Саранді та Шенджині.
10 червня 1940 року, зі вступом Королівства Італія у Другу світову війну, основними військово-морськими базами італійського флоту в Адріатичному морі були Венеція, Бриндізі та Пола. Північна Адріатика перебувала у смузі відповідальності Північно-Адріатичного автономного військово-морського командування зі штаб-квартирою у Венеції під командуванням віцеадмірала Фердінандо Савойського (незадовго до перемир'я з союзниками його замінив адмірал Еміліо Брента); південна Адріатика перебувала в зоні відповідальності Південно-Адріатичного військово-морського командування зі штаб-квартирою в Бриндізі під командуванням адмірала Луїджі Спаліче. Віцеадмірал Вітторіо Тур був командувачем ВМС Албанії зі штаб-квартирою в Дурресі. Військово-морські командування також існували в Полі (де також знаходилась школа підводних човнів ВМС Італії) і Луссіно.
Італійські військово-морські сили в Адріатиці на початок війни включали есмінці «Карло Мірабелло» і «Аугусто Ріботі» та 7-му ескадру міноносців («Анджело Бассіні», «Нікола Фабріці», «Енріко Козенц» і «Джакомо Медічі») у Бриндізі, 15-ту ескадру міноносців («Палестро», «Конф'єнца», «Сан-Мартіно» і «Сольферіно») у Венеції, канонерський човен «Ернесто Джованніні» в Полі, 2-й ескадрон швидких катерів MAS (чотири човни) в Полі, 3-й ескадрон швидких катерів MAS (два човни) в Бриндізі, а також кілька тральщиків (відносно мілководні води Адріатичного моря були особливо сприятливими для мінної війни). Сім підводних човнів базувалися в Бриндізі: «Балілла», «Доменіко Міллеліре», «Енріко Тоті» і «Антоніо Шеза» (належали до 40-ї ескадри підводних човнів), «Бенедетто Брін» (42-ї ескадри), «Амфітріте» (44-ї ескадри) і «Ундіна» (48-ї ескадри).

### Італо-грецька війна
Греко-італійська війна тривала з 28 жовтня 1940 року по 30 квітня 1941 року і була частиною Другої світової війни. Італійські війська вторглися в Грецію і досягли обмежених успіхів. На момент початку бойових дій Королівський військово-морський флот Греції складався зі старого крейсера «Георгіос Авероф», 10 есмінців (чотири старих класу «Тірія», чотири відносно сучасних класу «Дардо» і два нових класу «Грейхаунд»), кількох міноносців і шести старих підводних човнів. Зіткнувшись з грізною силою Королівського флоту Італії, грецькі ВМС не могли на рівних протистояти з ним, тому роль грецьких військових кораблів в основному обмежувалася патрулюванням і супроводом конвоїв в Егейському морі. Це було важливо як для завершення мобілізації армії, так і для загального постачання країни, оскільки маршрутам конвоїв загрожували італійські літаки і підводні човни, що діяли з Додеканеських островів. Тим не менш, грецькі кораблі також проводили обмежені наступальні місії проти італійського судноплавства в Отрантській протоці.
З італійського боку за конвойні операції між Італією та Албанією відповідало Вище командування перевезень в Албанію (італ. Comando Superiore Traffico Albania, Maritrafalba), створене у Валоні 5 жовтня 1940 року, яке спочатку очолював капітан Ромоло Полаккіні. До склау цих сил входили два старих есмінці класу «Мірабелло», одинадцять не менш старих міноносців (що належали до класів «Палестро», «Куртатоне», «Джузеппе Сірторі», «Дженералі» і «Джузеппе Ла Маса»), чотири більш сучасних міноносці типу «Спіка» 12-ї міноносної ескадри, чотири допоміжних крейсери і чотири човни 13-ї ескадри швидких катерів МАС. Головні італійські шляхи постачання пролягали з Бриндізі до Валони і з Бара до Дурреса.
Грецькі есмінці здійснили три сміливі, але безрезультатні нічні рейди (14-15 листопада 1940 року, 15-16 грудня 1940 року і 4-5 січня 1941 року). Основні успіхи греків були досягнуті завдяки підводним човнам, яким вдалося потопити кілька італійських транспортів (при цьому греки також втратили один підводний човен). Але грецькі підводні сили були занадто малі, щоб серйозно перешкодити постачанню з Італії до Албанії; з 28 жовтня 1940 по 30 квітня 1941 року італійські кораблі здійснили 3 305 рейсів через протоку Отранто, перевезли 487 089 військовослужбовців (у тому числі особовий склад 22 дивізій) і 584 392 тонни вантажу, втративши при цьому лише сім торгових суден і один корабель супроводу. Хоча під час рейду британського Королівського флоту на гавань Таранто італійський флот зазнав серйозних втрат у капітальних кораблях, його крейсери та есмінці продовжували діяти, прикриваючи конвої між Італією та Албанією. Крім того, 28 листопада італійська ескадра бомбардувала Корфу, а 18 грудня і 4 березня італійські військово-морські підрозділи обстріляли грецькі прибережні позиції в Албанії.
Єдиний надводний бій між Королівськими флотами Італії та Великої Британії стався в ніч з 11 на 12 листопада 1940 року, коли британська ескадра з трьох легких крейсерів і двох есмінців атакувала італійський конвой, що складався з чотирьох торгових суден у супроводі допоміжного крейсера «Рамб» III і есмінця «Нікола Фабріці», в битві в протоці Отранто. Всі чотири торговельні судна були потоплені, а «Нікола Фабріці» отримав серйозні пошкодження. У березні 1941 року британські торпедоносці «Суордфіш» повітряних сил флоту, що базувалися в Парамітії, Греція, здійснили кілька рейдів на гавань Валона, потопивши одне торгове судно, один міноносець і госпітальне судно «По». Згодом італійські Королівські ПС виявили авіабазу противника і розбомбила її, вивівши її зі строю на кілька тижнів. У квітні аеродром знову запрацював, і було здійснено ще один наліт на Валону, в результаті якого було потоплено ще два торгові судна. Втім, того ж дня німецькі війська розпочали вторгнення до Греції, і база в Парамітії була розбомблена літаками Люфтваффе і назавжди зруйнована.

### Вторгнення в Югославію
6 квітня 1941 року розпочалося вторгнення в Югославію (також відоме як операція «Ауфмарш 25»), яке завершилося 17 квітня беззастережною капітуляцією Королівської югославської армії. Держави Осі (нацистська Німеччина, фашистська Італія та Угорщина) окупували та розчленували Королівство Югославія.
На момент вторгнення Німеччини та Італії в Югославію Королівський югославський флот мав у своєму розпорядженні три есмінці («Дубровник», «Београд» і «Загреб», два підводні човни «Осветнік» і «Смелі» і 10 малих броньованих десантних кораблів як найефективніші одиниці флоту. Ще один есмінець, «Любляна», на момент вторгнення перебував у сухому доці, і він та його зенітні гармати використовувалися для оборони бази флоту в Которі. Решта флоту була корисною лише для оборони узбережжя та обмеженої ескортної і патрульної роботи.
Югославські війська розпочали наступ 9 квітня, але до 13 квітня італійські війська під командуванням генерала Вітторіо Амброзіо контратакували, і до 14 квітня прорвалися до Бенковаця. Югославський есмінець «Београд» був пошкоджений унаслідок промахів італійської авіації біля Шибеника. З виведеним з ладу правим двигуном корабель дотягнув до Котора у супроводі решти сил для ремонту. Італійські повітряні нальоти на Котор серйозно пошкодили мінний тральщик «Кобак», який викинувся на берег, щоб запобігти затопленню.
Морські патрульні літаки Королівських ПС Югославії під час кампанії виконували розвідувальні та ударні місії, а також забезпечували повітряне прикриття мінно-вибухових робіт біля Зари. Їхні операції включали атаки на албанський порт Дуррес, а також удари по італійських конвоях, що рушили з постачанням до Албанії. 9 квітня один летючий човен Dornier Do 22K, зокрема, атакував італійський конвой з 12 пароплавів з ескортом з восьми есмінців, що перетинав Адріатику вдень, атакуючи поодинці під інтенсивним вогнем зенітних установок. Однак югославські війська не потопили жодного італійського корабля; італійський танкер був пошкоджений в результаті промаху біля італійського узбережжя поблизу Барі. Більша частина невеликого югославського флоту (старий крейсер «Далмація», три есмінці, шість міноносців, три підводні човни, одинадцять мінних тральщиків і кілька допоміжних кораблів) була захоплена італійськими сухопутними силами на базах у Спліті та Которі, а згодом знову введена до строю під італійським прапором. Лише чотири югославські кораблі уникнули захоплення: підводний човен «Небойша» і два міноносці відпливли до портів, контрольованих союзниками, а корабель «Загреб» був потоплений з метою недопущення потрапляння в рук противника.

### Югославський фронт
Після завершення окупації югославського Королівства Італія контролювала все східне узбережжя Адріатики, анексувавши більшу частину Далмації, італійську окупаційну зону Незалежної Держави Хорватії, італійську губернаторську область Чорногорії та італійський маріонетковий режим Албанського королівства (1939—1943).
Військово-морські сили югославських партизанів були сформовані ще 19 вересня 1942 року, коли партизани в Далмації сформували свій перший військово-морський підрозділ з рибальських човнів, який поступово перетворився (особливо після перемир'я між Італією та союзниками) на силу, здатну проводити складні десантні операції. Ця подія вважається основою югославських ВМС. На піку свого розвитку в ході війни ВМС югославських партизан налічували 9 або 10 бойових кораблів, 30 патрульних катерів, близько 200 допоміжних суден, шість берегових батарей і кілька партизанських загонів на островах, загальною чисельністю близько 3 000 осіб.
Після капітуляції Італії 8 вересня 1943 року та вторгнення союзників в Італію, югославські партизани зайняли більшу частину узбережжя і всі острови. 26 жовтня Військово-морські сили югославських партизанів були організовані спочатку в чотири, а пізніше в шість морських прибережних секторів. Завданням військово-морських сил було забезпечення панування на морі, організація оборони узбережжя і островів, а також напад на морські перевезення і сили противника на островах і вздовж узбережжя.
Після виходу Італії з війни першим кроком (операція «Волькенбрух») німці поспішили окупувати північні порти Адріатики — Трієст, Рієку і Пулу — і 10 вересня створили Оперативну зону «Адріатичне узбережжя» зі штаб-квартирою в Трієсті. До неї увійшли провінції Удіне, Гориція, Трієст, Пула (Пола), Рієка (Фіуме) і Любляна. Оскільки очікувалася висадка союзників у цьому районі, командування зосередило в цьому регіоні значний німецький військовий контингент, утворивши оперативну зону «Адріатичний Кюстенланд» (нім. Befehlshaber Operationszone Adriatisches Küstenland), якою командував генерал гірсько-піхотних військ Людвіг Кюблер. 28 вересня 1944 року ці частини були перейменовані на LXXXXVII армійський корпус. Незабаром були також сформовані німецькі морські підрозділи.
Віцеадмірал Йоахім Ліцманн був німецьким командувачем флоту в Адріатиці (нім. Kommandierender Admiral Adria). Спочатку район операції простягався від Фіуме до Валони, а район західного узбережжя перебував під юрисдикцією німецького флоту в Італії (нім. Deutsches Marinekommando Italien). Лінія розмежування між двома військово-морськими командуваннями збігалася з лінією між групою армій «F» (Балкани) та групою армій «E» (Італія), що діяла як кордон між Італійською соціальною республікою та Незалежною Державою Хорватія. Незабаром, за наполяганням Ліцмана, територія операції була розширена до всієї Істрії до гирла річки Тагпалато, що відповідало лінії кордону між Італійською соціальною республікою та територією оперативної зони Адріатичного узбережжя.
Однією з перших операцій була операція «Гербстгевіттер». Вона полягала у висадці німецьких військ на острови Крк, Црес і Лошинь у листопаді 1943 року. Німці використовували кілька старих кораблів, таких як крейсер «Далмація» і допоміжний крейсер «Рамб» III. Під час операції острови були очищені від партизанських сил, а «Далмація» з двома підводними човнами зумів захопити британську військову місію на острові Лошинь.
Поступово німецький флот нарощував свої спроможності в акваторії Адріатичного моря, в першу чергу за рахунок трофейних італійських кораблів, що знаходилися на стадії будівництва на верфях Фіуме та Трієста. Найсильнішим військово-морським з'єднанням була 11-та флотилія «Сіхерунгсфлот». Сформована у травні 1943 року в Трієсті як 11-та флотилія берегової оборони, у грудні 1943 року вона отримала назву 11-та флотилія охорони, на яку покладалося завдання щодо захисту морських комунікацій в Адріатиці, переважно від партизанських морських атак. 1 березня 1944 року флотилію було розширено і перейменовано на 11-ту дивізію морської охорони.
До 1944 року лише острів Вис залишався неокупованим німцями, і югославським та британським військам було доручено підготувати його оборону проти пізніше скасованого німецького вторгнення (операція «Фрайшютц»). Острів був близько 23 км завдовжки і 13 км завширшки, з переважно горбистим рельєфом і рівниною в центрі, вкритою виноградними лозами, частина яких була видалена, щоб звільнити місце для злітно-посадкової смуги завдовжки близько 690 м, з якої здійснювали польоти чотири «Спітфайри». Вис був організований як велика фортеця, яка утримувалася до кінця Другої світової війни.

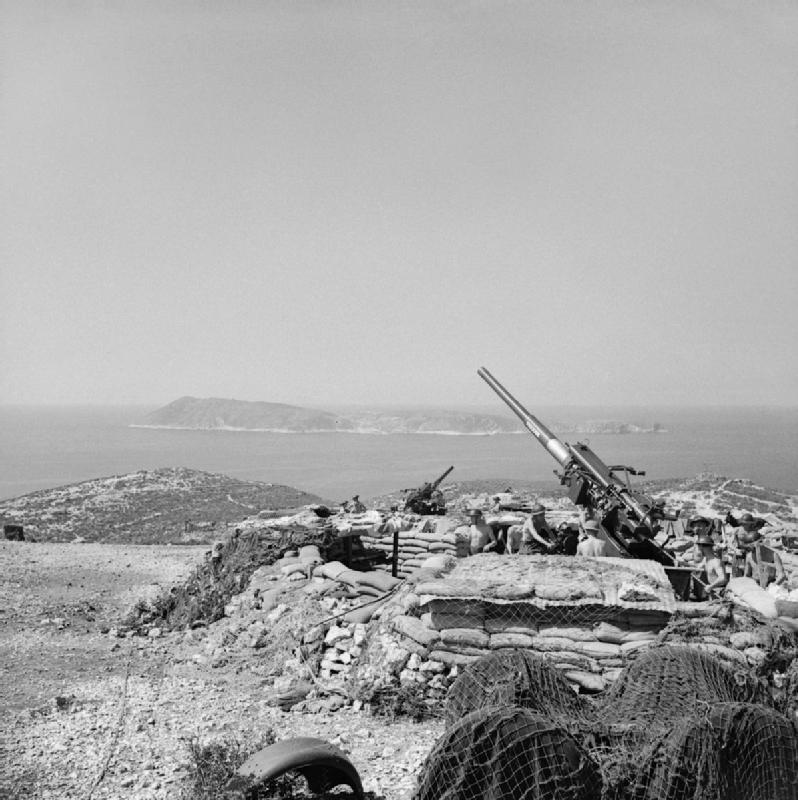
Британська 94-мм зенітна гармата QF 3.7 на вогневій позиції на острові Вис. Серпень 1944

У 1944 році на острів переїхала штаб-квартира Тіто, і врешті-решт понад 1000 британських військовослужбовців були залучені до оборони Вису. Британські війська на острові називалися Сухопутними військами Адріатики і перебували під командуванням бригадного генерала Джорджа Дейлі. Сили складалися з 40-го та 43-го (Королівської морської піхоти) британських командос 2-ї бригади спеціальної служби, 2-го батальйону Гайлендської легкої піхоти та інших допоміжних підрозділів. З двох портів діяли кілька кораблів Королівського флоту. Сили маршала Тіто налічували близько 2 000 осіб. Вис функціонував як політичний і військовий центр звільнених територій до звільнення Белграда наприкінці 1944 року.
Наприкінці жовтня 1944 року німці все ще мали п'ять міноносців типу TA (TA20, TA40, TA41, TA44 і TA45) і три корвети (UJ205, UJ206 і TA48) на Адріатиці. На 1 січня 1945 року в північній Адріатиці діяли чотири німецькі есмінці (TA40, TA41, TA44 і TA45) і три корвети (UJ205, UJ206 і TA48). Навіть 1 квітня TA43, TA45 і UJ206 перебували в строю і були готові до бою. Авіація союзників потопила чотири з них в порту (у Фіуме та Трієсті) у березні та квітні, британський MTB торпедував TA45 у квітні.
Останніми операціями німецького флоту була евакуація військ і персоналу з Істрії та Трієста перед наступом югославів, що відбувся в травні 1945 року. Ворожий десант чисельністю близько 4000 осіб висадився з 26 кораблів усіх типів у гирлі річки Тальяменто в Ліньяно-Сабб'ядоро. Німці евакуювалися з Трієста, рятуючись від югославської армії, що наступала. Німців прикривали військові кораблі, які стримували три британські МТБ, що не змогли підійти достатньо близько й ефективно використати свої гармати. Їх було близько 6 000, а на озброєнні були швидкісні ударні катери Schnellboote, десантні кораблі типу LST, невелике госпітальне судно, інші види транспорту та різноманітне озброєння. 21-й батальйон Новозеландської 2-ї дивізії поступався німцям у кількості 20 до одного, але врешті-решт 4 травня 1945 року німці здалися.